# 帕迪耶斯
帕迪耶斯（法語：Padiès，法語發音：[padjɛs]）是法国奥克西塔尼大区塔恩省的一个市镇，属于阿尔比区。

## 地理
帕迪耶斯（44°2'32"N, 2°21'47"E）面积14.69 平方千米，位于法国奧克西塔尼大區塔恩省，该省份为法国南部内陆省份，北起顺时针与阿韦龙省、埃罗省、奥德省、上加龙省和塔恩-加龙省接壤。
与帕迪耶斯接壤的市镇（或旧市镇、城区）包括：昂杜克、克雷斯潘、福塞尔格、拉卡佩勒皮内、莱达和庞蒂耶、瓦朗斯达尔比茹瓦。

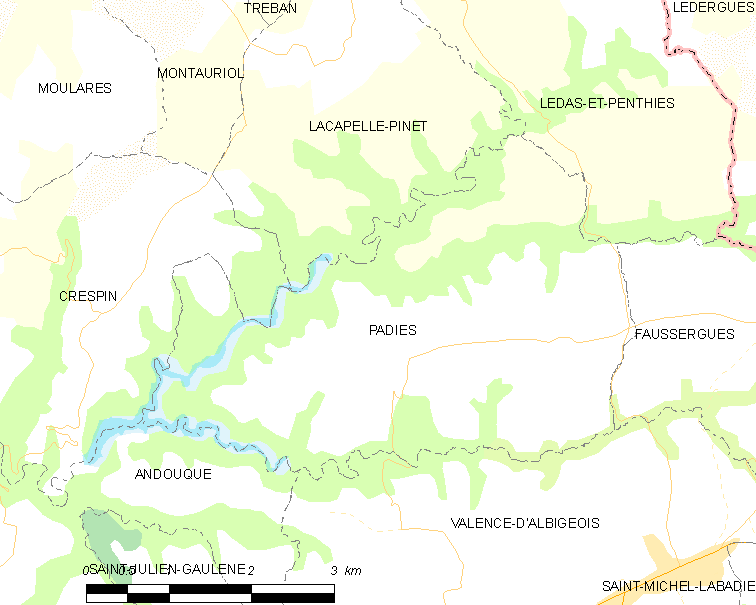
帕迪耶斯的OSM定位图

帕迪耶斯的时区为UTC+01:00、UTC+02:00（夏令时）。

## 行政
帕迪耶斯的邮政编码为81340，INSEE市镇编码为81199。

## 政治
帕迪耶斯所属的省级选区为卡尔莫第一县。

## 人口

1962-2008年间帕迪耶斯人口变化图示

帕迪耶斯于2022年1月1日时的人口数量为154人。